# Hawker Sea Fury
Chiếc Sea Fury là một kiểu máy bay tiêm kích Anh Quốc được phát triển cho Không lực Hải quân Hoàng gia bởi Hawker Siddeley trong Thế Chiến II. Là kiểu tiêm kích cánh quạt cuối cùng phục vụ cho Hải quân Hoàng gia, nó là kiểu máy bay cánh quạt bay nhanh nhất từng được chế tạo, và cũng là chiếc máy bay tiêm kích cánh quạt cuối cùng bắn rơi được một máy bay tiêm kích phản lực.

## Thiết kế và phát triển

### Hawker Fury
Chiếc Hawker Fury là kiểu kế thừa mang tính tiến hóa của các kiểu máy bay tiêm kích và tiêm kích-ném bom Hawker Typhoon và Tempest rất thành công trong Thế Chiến II. Chiếc Fury được thiết kế vào năm 1942 bởi Sidney Camm, nhà thiết kế nổi tiếng của hãng Hawker, nhằm đáp ứng một yêu cầu của Không quân Hoàng gia Anh về một kiểu thay thế nhẹ cân hơn cho chiếc Tempest II. Được phát triển như là kiểu "Tiêm kích Tempest hạng nhẹ", nó sử dụng phần ngoài của kiểu cánh nữa-elip cải tiến dùng trên chiếc Tempest, được ghép tán lại với nhau tại giữa thân. Bản thân khung thân máy bay tương tự như chiếc Tempest, nhưng hoàn toàn thân đơn với buồng lái cao hơn nhằm có tầm nhìn tốt hơn. Bộ Hàng không Anh đã chịu ấn tượng về kiểu thiết kế này nên đã đề ra Bản tính năng F.2/43 dựa trên kiểu được thiết kế.

### Phiên bản hải quân Sea Fury
Vào năm 1943, thiết kế được cải tiến nhằm đáp ứng một yêu cầu (N.7/43) của Hải quân Hoàng gia về một kiểu máy bay tiêm kích hoạt động trên tàu sân bay. Boulton-Paul Aircraft được ủy nhiệm thực hiện cải tiến trong khi Hawker tiếp tục công việc trên mẫu thiết kế cho Không quân Hoàng gia. Chiếc Sea Fury nguyên mẫu thực hiện chuyến bay đầu tiên ngày 21 tháng 2 năm 1945, được trang bị động cơ Bristol Centaurus XII. Chiếc nguyên mẫu đầu tiên có móc hãm kiểu "stinger" để hãm khi hạ cánh trên tàu sân bay, nhưng không có cánh xếp để chứa trong kho chứa. Chiếc nguyên mẫu thứ hai trang bị động cơ Centaurus XV quay một bộ cánh quạt mới Rotol năm cánh, và được chế tạo với cánh xếp. Yêu cầu đặc tả N.7/43 được biến đổi thành N.22/43, giờ đây đại diện cho một đơn đặt hàng 200 máy bay, trong đó 100 chiếc sẽ do Boulton-Paul chế tạo.
Cả hai kiểu nguyên mẫu đang được thử nghiệm hạ cánh trên tàu sân bay khi Nhật Bản đầu hàng vào năm 1945, đưa đến việc hủy bỏ sợ phát triển phiên bản Fury hoạt động trên bộ; nhưng công việc trên phiên bản Sea Fury dành cho hải quân được tiếp tục. Đơn đặt hàng ban đầu theo bản tiêu chuẩn N.22/43 được giảm xuống còn 100 máy bay, và thỏa thuận với Boulton-Paul cũng bị hủy bỏ. Kiểu sản xuất đầu tiên, chiếc Sea Fury F X (Fighter, Mark X), cất cánh vào tháng 9 năm 1946. Một số vấn đề nảy sinh do móc hãm bị hư hỏng khi hạ cánh trên tàu sân bay; và sau những cải tiến, chiếc máy bay được chấp thuận để hoạt động trên tàu sân bay vào mùa Xuân năm 1947.

## Lịch sử hoạt động

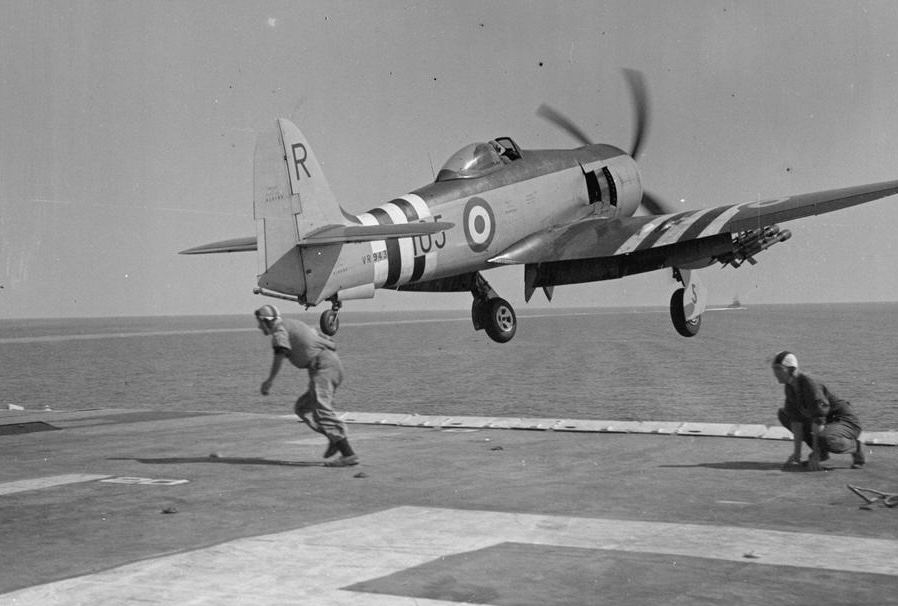
Một chiếc Sea Fury FB 11 phóng lên từ tàu sân bay HMS Glory vào năm 1951

Chiếc Supermarine Seafire của Hải quân Hoàng gia trước đây chưa bao giờ hoàn toàn phù hợp để hoạt động trên tàu sân bay, có tầm nhìn kém khi hạ cánh và có khoảng cách vệt bánh đáp của bộ càng đáp khá hẹp làm cho việc hạ cánh và cất cánh phải thật "khéo léo". Kết quả là chiếc Sea Fury F.X thay thế nó trên hầu hết các tàu sân bay. Sea Fury được trang bị cho các phi đội 736, 738, 759 và 778 của Không lực Hải quân Hoàng gia.
Chiếc F.X được tiếp nối bởi phiên bản tiêm kích-ném bom Sea Fury FB.XI, sau này được gọi là FB.11, mà sau này đạt đến tổng số sản xuất là 650 máy bay. Chiếc Sea Fury trở thành máy bay tiêm kích-ném bom chủ lực của Không lực Hải quân Hoàng gia cho đến năm 1953, khi những chiếc Hawker Sea Hawk và Supermarine Attacker được đưa ra hoạt động.

### Chiến tranh Triều Tiên
Chiếc FB 11 phục vụ trong suốt Chiến tranh Triều Tiên trong vai trò máy bay tấn công mặt đất, hoạt động từ các tàu sân bay hạng nhẹ của Hải quân Hoàng gia: HMS Glory, HMS Ocean, HMS Theseus, và chiếc tàu sân bay Australia HMAS Sydney. Vào ngày 8 tháng 8 năm 1952, Trung úy Hải quân Hoàng gia Peter "Hoagy" Carmichael bắn rơi một chiếc máy bay phản lực Mikoyan-Gurevich MiG-15 trong một trận không chiến, trở thành một trong số ít máy bay tiêm kích cánh quạt đã bắn rơi được một máy bay tiêm kích phản lực. Một chiếc A-1 Skyraider đã bắn rơi một chiếc Mikoyan-Gurevich MiG-17 tại Việt Nam vào ngày 20 tháng 6 năm 1965, nhưng chiếc Skyraider được xếp loại là một kiểu máy bay ném bom cường kích. Ngoài ra, một số nguồn khác cho là còn có một chiếc MiG thứ hai bị bắn rơi, nhưng đa số các tác giả không nhắc đến điều này; cho dù cách nào, đây thường được cho là chiến công không chiến duy nhất của một phi công Anh trên một máy bay Anh trong cả cuộc Chiến tranh Triều Tiên. Trận chiến xảy ra khi một đội bay hỗn hợp những chiếc Sea Fury và Fairey Firefly đối đầu với tám chiếc MiG-15, trong đó một chiếc Firefly bị hư hại khá nặng còn những chiếc Sea Fury thoát được mà không bị hư hại. Một trận chiến tương tự xảy ra ngày hôm sau khi những chiếc máy bay tiêm kích Sea Fury sử dụng tính năng cơ động xuất sắc của nó để thoát khỏi cú công kích của MiG-15 cho dù một chiếc Sea Fury phải cố lết về tàu sân bay HMS Ocean.

### Các phục vụ sau đó
Sea Fury FB.11 được đưa ra hoạt động tại các phi đội tiêm kích của lực lượng Trừ bị Tình nguyện Hải quân Hoàng gia vào tháng 8 năm 1951. Nó được trang bị cho các phi đội 1831, 1832, 1833, 1834, 1835 và 1836. Phi đội 1832 là đơn vị cuối cùng từ bỏ kiểu máy bay này vào tháng 8 năm 1955.
Phiên bản xuất khẩu Sea Fury F.50 cho thấy rất được ưa chuộng, được bán cho Australia, Canada, Đức, Iraq, Ai Cập, Miến Điện, Pakistan và Cuba. Hà Lan mua 24 máy bay, sau đó thương lượng một giấy phép để chế tạo thêm 24 chiếc F.50 bởi hãng Fokker. Những chiếc Sea Fury Cuba tham gia chiến đấu trong Sự kiện Vịnh Con Heo. Con số sản xuất cuối cùng cho tất cả các phiên bản là khoảng 860 máy bay.

## Các phiên bản

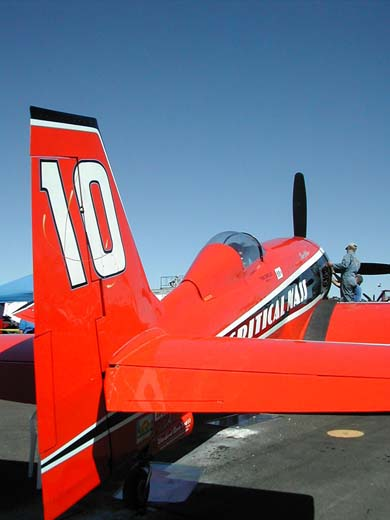
Chiếc Critical Mass, một Sea Fury được cải tiến để đua hàng không

Fury I
Phiên bản máy bay tiêm kích một chỗ ngồi hoạt động trên đất liền dành cho Không quân Iraq. Được gọi không chính thức là Baghdad Fury, 55 chiếc được chế tạo.
Fury Trainer
Phiên bản máy bay huấn luyện hai chỗ ngồi dành cho Không quân Iraq, 5 chiếc được chế tạo.
Sea Fury F.10
Phiên bản máy bay tiêm kích một chỗ ngồi dành cho Hải quân Hoàng gia Anh.
Sea Fury FB.11
Phiên bản máy bay tiêm kích một chỗ ngồi dành cho Hải quân Hoàng gia Anh, Hải quân Hoàng gia Australia và Hải quân Hoàng gia Canada.
Sea Fury T.20
Phiên bản máy bay huấn luyện hai chỗ ngồi dành cho Hải quân Hoàng gia.
Sea Fury F.50
Phiên bản máy bay tiêm kích một chỗ ngồi dành cho Hải quân Hoàng gia Hà Lan.
Sea Fury FB.51
Phiên bản máy bay tiêm kích-ném bom một chỗ ngồi dành cho Hải quân Hoàng gia Hà Lan.
Sea Fury FB.60
Phiên bản máy bay tiêm kích-ném bom một chỗ ngồi dành cho Không quân Pakistan.
Sea Fury T.61
Phiên bản máy bay huấn luyện hai chỗ ngồi dành cho Không quân Pakistan.

## Các nước sử dụng
Úc
- Hải quân Hoàng gia Australia

 Myanmar
- Không quân Miến Điện

 Canada
- Hải quân Hoàng gia Canada

 Cuba
- Không quân Cuba

 Egypt
- Không quân Hoàng gia Ai Cập

 Đức
- Không quân Đức

 Iraq
- Không quân Iraq

 Maroc
- Không quân Maroc

 Hà Lan
- Hải quân Hà Lan

 Pakistan
- Không quân Pakistan

 Anh Quốc
- Không lực Hải quân Hoàng gia Anh

Những chiếc Sea Fury thuộc Hải quân Hoàng gia Canada

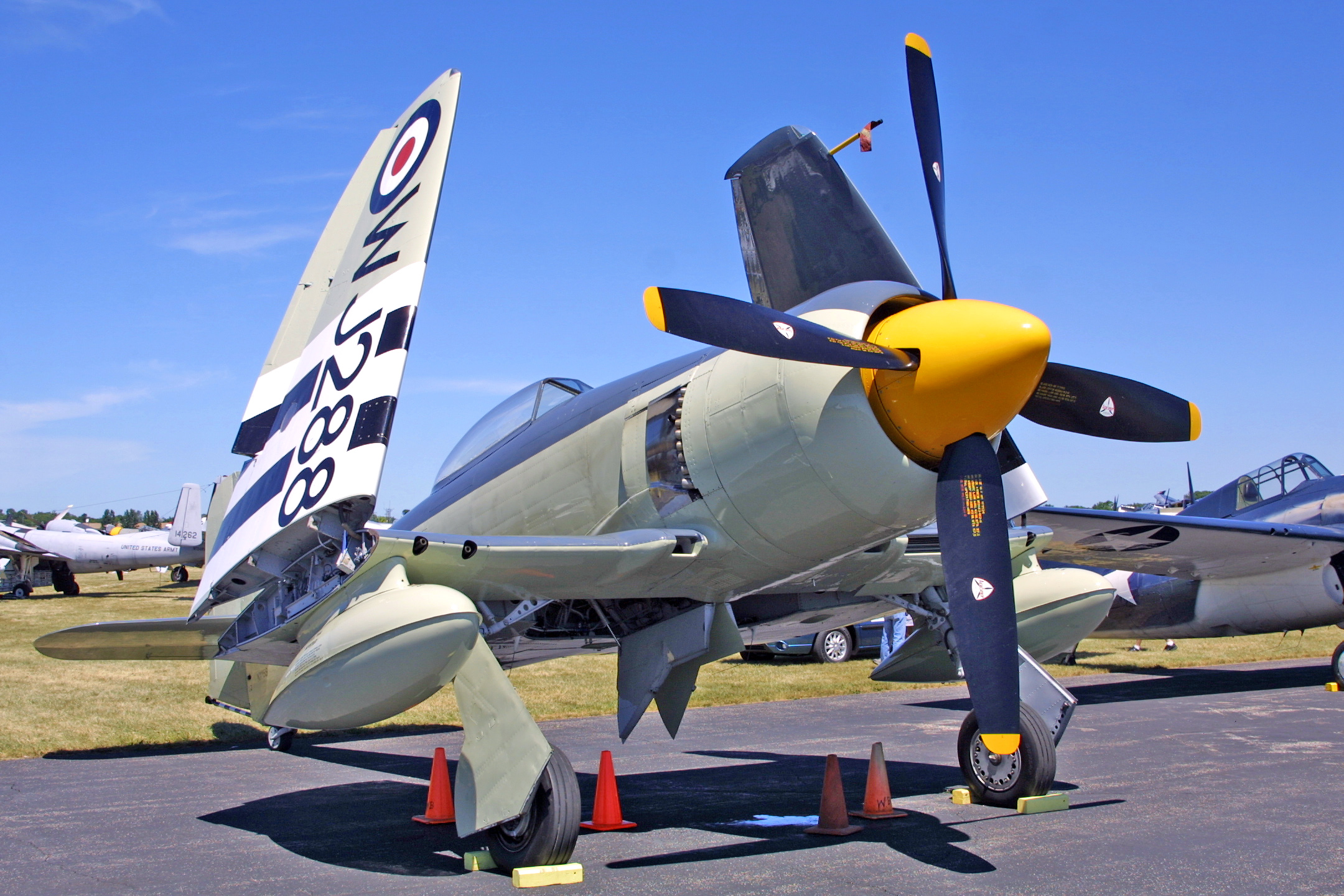
Một chiếc Sea Fury sơn màu của Hải quân Hoàng gia Anh tại Triển lãm Oshkosh, 2003.

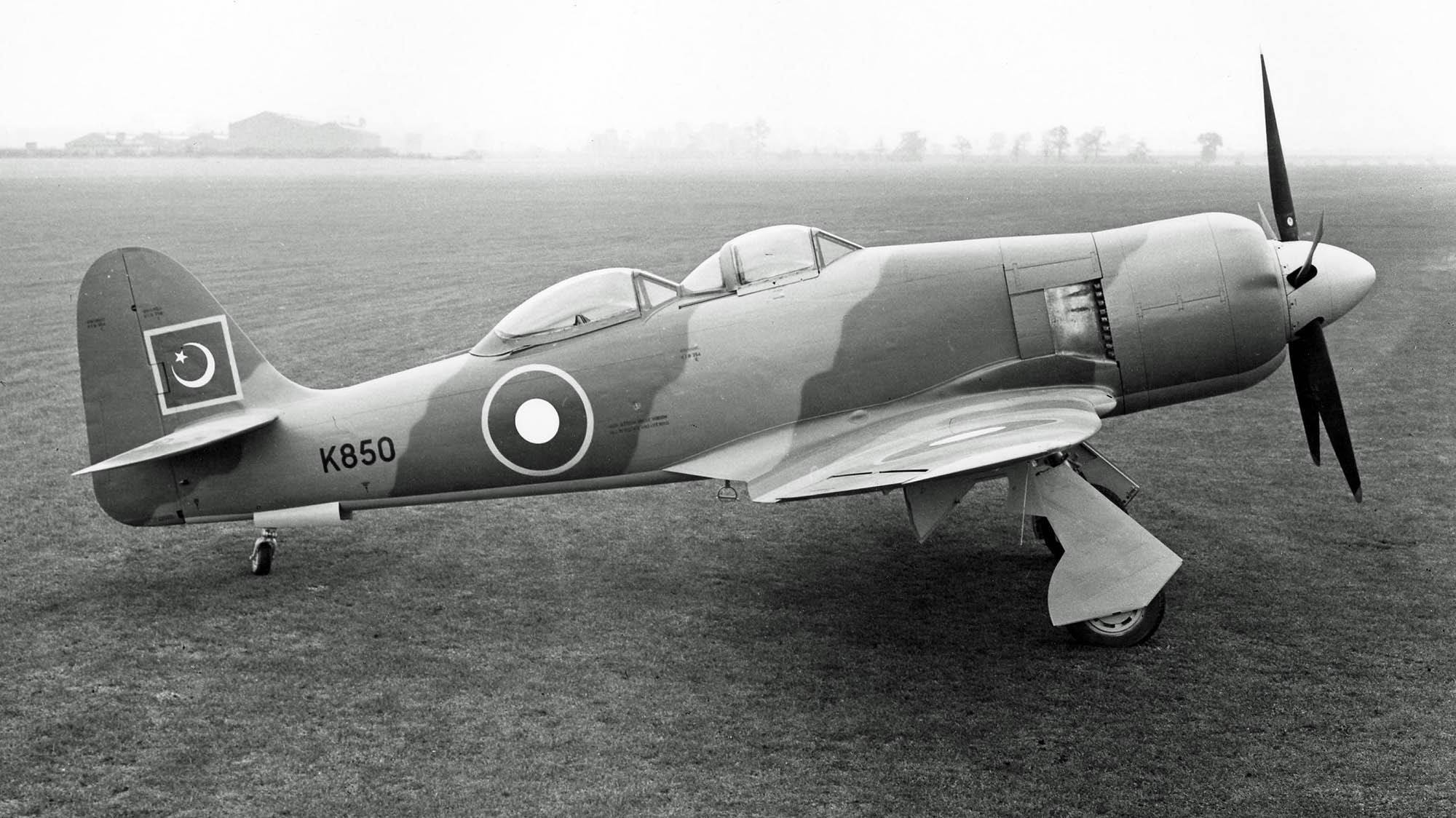
Sea Fury T.61 của Không quân Pakistan

- Hải quân Trừ bị Tình nguyện Hoàng gia Anh

## Đặc điểm kỹ thuật (FB 11)

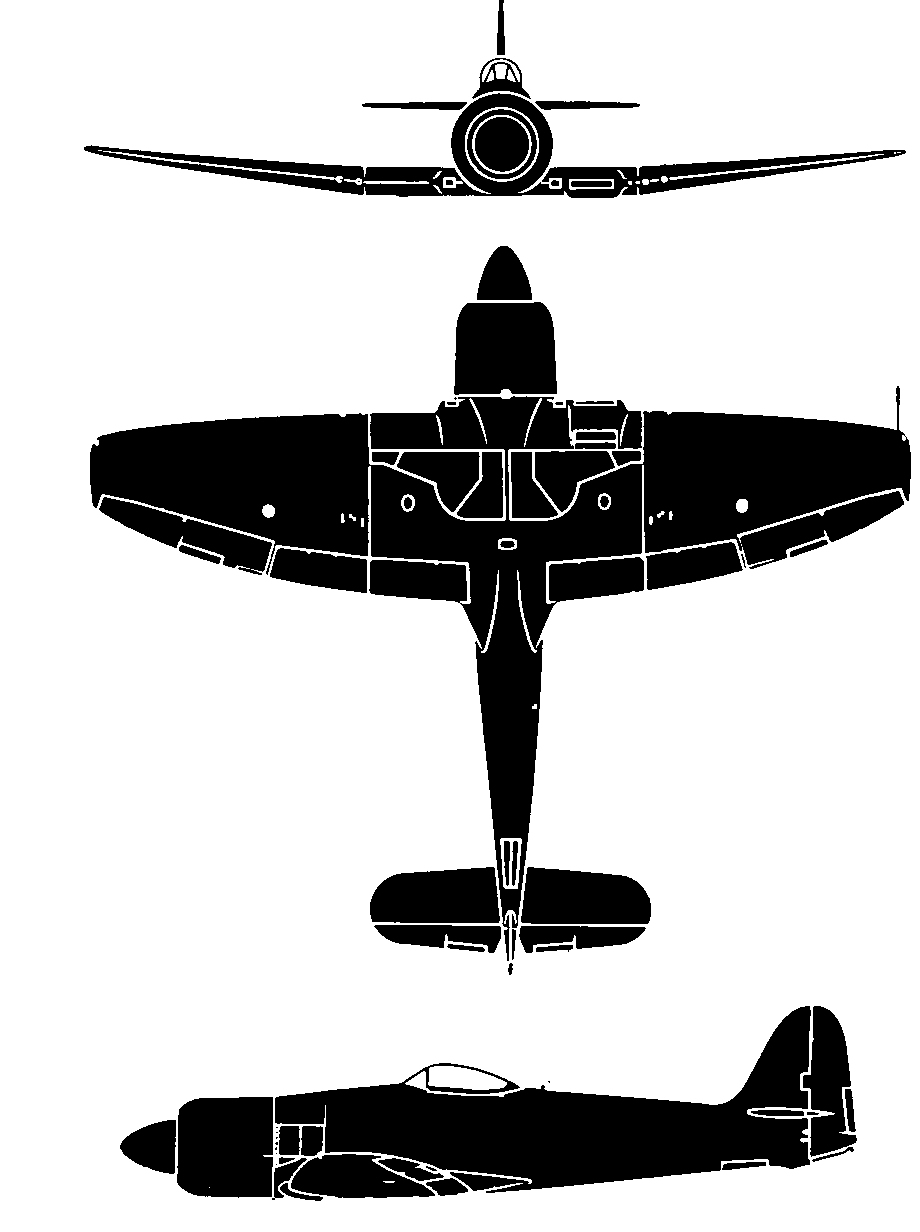
Sea Fury FB.11

Tham khảo: The Flightline

### Đặc tính chung
- Đội bay: 01 người
- Chiều dài: 10,6 m (34 ft 8 in)
- Sải cánh: 11, 7 m (38 ft 5 in)
- Chiều cao: 4,9 m (16 ft 1 in)
- Diện tích bề mặt cánh: 26 m² (280 ft²)
- Lực nâng của cánh: 161,2 kg/m² (44,6 lb/ft²)
- Trọng lượng không tải: 4.190 kg (9.240 lb)
- Trọng lượng cất cánh tối đa: 5.670 kg (12.500 lb)
- Động cơ: 1 x động cơ Bristol Centaurus XVIIC 18-xy lanh bố trí hình tròn hai hàng làm mát bằng không khí, công suất 2.480 mã lực (1.850 kW)

### Đặc tính bay
- Tốc độ lớn nhất: 740 km/h (460 mph) ở 5.500 m (18.000 ft)
- Tốc độ bay đường trường: 390 km/h (625 mph)
- Tầm bay tối đa: 1.127 km (700 mi); 1.675 km (1.040 mi) với hai thùng nhiên liệu phụ
- Trần bay: 10.900 m (35.800 ft)
- Tốc độ lên cao: 14,2 m/s (2.778 ft/min)
- Tỉ lệ công suất/khối lượng: 0,44 kW/kg (0,198 hp/lb)

### Vũ khí
- 4 x pháo tự động Hispano Mk V 20 mm
- 908 kg (2.000 lb) bom
- 12 rocket 76 mm (3 in)

## Nội dung liên quan

### Máy bay liên quan
- Hawker Typhoon
- Hawker Tempest

### Máy bay tương tự
- CAC Kangaroo
- Focke-Wulf Fw 190
- F8F Bearcat
- Lavochkin La-9
- Martin-Baker MB 5
- Republic P-47 Thunderbolt
- Supermarine Seafang

### Trình tự thiết kế
Typhoon - Tempest - Fury - Sea Fury - Sea Hawk - P.1052

### Danh sách liên quan
- Danh sách máy bay chiến đấu
- Danh sách máy bay quân sự Anh Quốc